# 강병일 (헌병)
강병일(姜炳一, 1892년 6월 24일~1919년 3월 4일)은 3·1 운동 때 평안남도 강서군의 만세 시위 군중에게 발포했다가 시위대에게 살해된 일제강점기의 친일 헌병보조원으로, 본관은 진주이고, 원적지는 조선 시대 평안도 강서군 장안면이다.

## 생애
1916년 4월 1일 헌병보조원이 되면서 평양헌병대 안주헌병분대에 편입되었다. 1919년 3월 4일, 3·1 운동 당시 평안남도 대동군 금제면 원장리에서 시위 군중이 평안남도 강서군 반석면 상사리 사천시장 방면으로 행진을 벌이던 도중, 사천헌병주재소의 일본인 소장 사토 지쓰고로(일본어: 佐藤實五郞)와 조선인 헌병보조원 강병일, 김성규, 박요섭 등이 총격에 유혈 사태가 벌어졌다. 강병일은 사토, 김성규, 박요섭과 함께 그 자리에서 살해당했다.
그해 9월 11일 일본 정부는 이날 살해당한 헌병보조원들에게 욱일장 8등, 훈8등 백색동엽장의 서훈을 내려 공적을 기렸고, 대대적인 검거 선풍을 일으켜 그를 척살하는 데 가담한 조진탁을 체포하여 사형에 처하는 등 이들을 강력히 처벌했다.
2006년 친일반민족행위진상규명위원회에서 발표한 친일반민족행위 106인 명단에 포함되었다. 2008년 민족문제연구소가 친일인명사전에 수록하기 위해 정리한 친일인명사전 수록예정자 명단 군 부문에도 선정되었다.

## 같이 보기
- 3·1 운동: 평남 강서군 사천장터 시위
- 김성규
- 박요섭

## 참고 자료
- 친일반민족행위진상규명위원회 (2006년 12월). 〈강병일〉 (PDF). 《2006년도 조사보고서 II - 친일반민족행위결정이유서》. 서울. 548~551쪽. 발간등록번호 11-1560010-0000002-10. 2007년 9월 26일에 원본 문서 (PDF)에서 보존된 문서. 2007년 6월 18일에 확인함.